# Porricondyla amurensis
Porricondyla amurensis är en tvåvingeart som beskrevs av Boris Mamaev och Zaitzev 1996. Porricondyla amurensis ingår i släktet Porricondyla och familjen gallmyggor. Inga underarter finns listade i Catalogue of Life.